# Nazionale femminile di calcio degli Emirati Arabi Uniti
La nazionale di calcio femminile degli Emirati Arabi Uniti è la selezione maggiore femminile di calcio della Federazione calcistica degli Emirati Arabi Uniti, che rappresenta gli Emirati Arabi Uniti nelle varie competizioni ufficiali o amichevoli riservate a squadre nazionali.
In base alla classifica resa nota dalla FIFA il 16 agosto 2024, occupa il 115º posto del FIFA/Coca-Cola Women's World Ranking. Il suo piazzamento più alto nel ranking mondiale femminile FIFA è il 73°, ottenuto nel marzo 2015 alla prima apparizione in classifica della nazionale.
In qualità di membro dell'AFC partecipa a vari tornei di calcio internazionali, come le qualificazioni al campionato mondiale, alla Coppa d'Asia, oltre che a vari tornei ad invito.
La nazionale femminile emiratina ha fatto il proprio esordio ufficiale il 20 febbraio 2010, quando la selezione femminile è scesa in campo, ad Abu Dhabi, per la sfida contro la nazionale della Palestina, valida per la prima giornata del Gruppo A del Campionato femminile WAFF 2010. La squadra in quella occasione raccolse anche la sua prima vittoria ufficiale grazie al risultato finale di 4-2.
Gli unici successi raggiunti fino ad oggi dalla nazionale emiratina sono arrivati nel 2010 e nel 2011 quando ha vinto, per due anni consecutivi i Campionato femminile WAFF

## Partecipazione ai tornei internazionali
Legenda: Grassetto: Risultato migliore, Corsivo: Mancate partecipazioni

## Squadra attuale
Presenze e goal sono riportati alla data del 23 ottobre 2022 dopo la partita amichevole contro la Nazionale della Siria.
| N. | Pos. | Giocatore          | Data nascita (età) | Pres. | Reti | Squadra              |
| -- | ---- | ------------------ | ------------------ | ----- | ---- | -------------------- |
| 1  | P    | Rouda Al Thumairi  | 01 luglio 1992     | 1     | 0    | Abu Dhabi CC         |
| 22 | P    | Maha Al Boloushi   | 17 maggio 2004     | 4     | 0    | Al Ain               |
|    | P    | Salama Al Dhaheri  | 10 settembre 1993  | 0     | 0    | sconosciuto          |
| 4  | D    | Maitha Karkaba     | 17 gennaio 2003    | 3     | 0    | sconosciuto          |
| 6  | D    | Ghanima Obaid      | 22 ottobre 2003    | 13    | 0    | Athletic Club        |
| 9  | D    | Rawan Al Hammadi   | 12 novembre 2002   | 19    | 1    | Abu Dhabi CC         |
| 10 | D    | Ousha Al Suwaidi   | 26 gennaio 1996    | 1     | 0    | sconosciuto          |
| 13 | D    | Salma Al Memari    | 4 settembre 1996   | 1     | 0    | sconosciuto          |
| 14 | D    | Nehal Abdel Aziz   | 18 aprile 1978     | 11    | 0    | Abu Dhabi Wolfhounds |
| 15 | D    | Fatima Jassem      | 23 aprile 2002     | 12    | 1    | Abu Dhabi CC         |
| 17 | D    | Shaikha Mohamed    | 21 febbraio 2002   | 1     | 0    | sconosciuto          |
| 23 | D    | Aysha Ghiyath      | 18 maggio 2005     | 12    | 1    | Go Pro Academy       |
| 5  | C    | Aalya Humaid       | 31 ottobre 2003    | 5     | 0    | Athletic Club        |
| 8  | C    | Nawal Al Hajeri    | 22 luglio 1994     | 2     | 0    | sconosciuto          |
| 13 | C    | Areej Al Hammadi   | 13 febbraio 1986   | 15    | 1    | Onyx FC              |
| 18 | C    | Shujoun Al Shehhi  | 07 dicembre 2004   | 2     | 0    | sconosciuto          |
| 19 | C    | Manal Al Hammadi   | 08 settembre 1992  | 1     | 0    | sconosciuto          |
|    | C    | Shaikha Al Kaabi   | 09 novembre 1994   | 0     | 0    | sconosciuto          |
|    | C    | Salama Al Saedi    | 12 luglio 1997     | 0     | 0    | sconosciuto          |
| 11 | A    | Asma Al Muntaser   | 28 marzo 1988      | 7     | 1    | sconosciuto          |
| 16 | A    | Sendya Gharib      | 30 dicembre 2003   | 3     | 0    | sconosciuto          |
| 21 | A    | Mizna Al Matrooshi | 27 aprile 1992     | 1     | 0    | sconosciuto          |
|    | A    | Mouza Al Mannaei   | 12 luglio 1997     | 0     | 0    | sconosciuto          |
|    | A    | Sarah Al Zahmi     | 11 giugno 2002     | 0     | 0    | sconosciuto          |

(I giocatori sono elencati all'interno del gruppo di posizione in ordine di numero di maglia, presenze, gol, anzianità e poi in ordine alfabetico)

## Staff tecnico
Aggiornato al 2022
| Posizione              | Nome                |
| ---------------------- | ------------------- |
| Allenatore             | Camila Orlando      |
| Vice-Allenatore        | Fama El Foukki      |
| Vice-Allenatore        | Yaser Al Saedi      |
| Vice-Allenatore        | Mohamed Al Balooshi |
| Vice-Allenatore        | Rizwan Chaudhry     |
| Allenatore Portieri    | Noora Al Mazroui    |
| Preparatore Atletico   | Junaid Shaikh       |
| Fisioterapista         | Leila Tomaz         |
| Medico sociale         | Yasin Al Mansoori   |
| Scienziato dello Sport | Shehzad Naeem       |
| Match Analyst          | Obaid Al Muhairi    |

## Palmares

### Trofei regionali
- WAFF Women's Championship

Campionesse: 2010, 2011